# Lindsay Shton
Lindsay Shton – kanadyjska zapaśniczka. Srebrny medal na mistrzostwach panamerykańskich w 2006 roku.